# Elipand
Elipand (717 - †808) va ser arquebisbe de Toledo a la fi del segle viii, i principal defensor de l'adopcionisme. Va sostenir, potser per influència de l'islam i pel passat visigot arrià, que Crist és Fill de Déu no per naturalesa, sinó per adopció del Pare. Va defensar les seves tesis al Concili de Frankfurt (794), en una memòria dirigida als bisbes hispans, i al Concili d'Aquisgrà (800). En aquest últim s'enfrontà amb Alcuí de York, qui debaté amb Elipand. Contra ell van escriure Beat de Liébana i Eteri d'Osma l'Apologeticum, un text contra l'adopcionisme que, com a curiositat, segons la tradició, el Beat de Liébana l'anomenà «Testiculum anticristi» ("testicle de l'Anticrist"). S'afirma que va morir en l'anomenada “Jornada del fossat de Toledo”, esdevinguda en 797. Els onze anys de diferència amb la data en què s'estima l'òbit de Elipand (c. 808) fan impossible aquesta asseveració.